# Julián Casaña Leonardo
Julián Casaña Leonardo (Ciudad Real, 10 de junio de 1833 - Madrid, 1911) fue un  farmacéutico español. 

## Biografía
Doctor en farmacia y licenciado en ciencias naturales. Catedrático de química orgánica de la Facultad de Farmacia de la Universidad de Barcelona .  (1860 -1896), de la que fue rector entre (1876 - 1896) . Académico de la Real Academia Nacional de Medicina en 1898. Su intervención fue decisiva para finalizar la construcción del edificio universitario de Elies Rogent y para iniciar la del Hospital Clínico y Facultad de Medicina .  Iniciador de la galería de los rectores de la Universidad de Barcelona, a la que contribuyó con el encargo de diez retratos. A finales del s. XIX  suspendió las clases y forzó el traslado de algunos profesores (Odón de Buen, por ejemplo) a causa del discurso librepensador.  .

## Publicaciones
- Casaña Leonardo, Julián . Discursos leidos ante el claustro de la Universidad de Barcelona en el acto solemne de la Recepción del catedrático de farmacia . Barcelona : Impr. y libr. Politécnica de Tomás Gorchs, 1861. Disponible en: Catálogo de las bibliotecas de la UB
- Casaña Leonardo, Julián. Discurso inaugural que en la solemne apertura del curso académico de 1864 á 1865 elyó ante el claustro de la Universidad de Barcelona . Barcelona : Imprenta de Tomás Gorchs, 1864. Disponible en: Catálogo de las bibliotecas de la UB
- Casaña Leonardo, Julián. Apuntes para la reforma de la enseñanza de la Facultad de Farmacia . Madrid : [sn] (Imprenta de JM Ducazcal), 1865. Disponible en: Catálogo de las bibliotecas de la UB
- Casaña Leonardo, Julián. Tratado de química orgánica aplicada a la farmacia y de farmacología químico-orgánica . Barcelona : Jaime Jesús Roviralta, 1877-. Disponible en: Catálogo de las bibliotecas de la UB
- Casaña Leonardo, Julián. Reglamento para poner en ejecución las disposiciones generales relativas á los exámenes de prueba de acceso . Barcelona : Imprenta de Jaime Jepús, 1883. Disponible en: Catálogo de las bibliotecas de la UB
- Casaña Leonardo, Julián. Discursos leídos en Real Academia de Medicina de Barcelona en el acto de su recepción pública, el día 25 de octubre de 1889 . Barcelona : Estable. tip. de Redondo y Xumetra, 1890. Disponible en: Catálogo de las bibliotecas de la UB
- Casaña Leonardo, Julián. Discursos leídos en la Real Academia de Medicina para la recepción pública del académico electo... Julián Casaña y Leonardo, el día 23 de Octubre. . Madrid : Imp. del Asilo de Huérfanos del SC de Jesús, 1898. Disponible en: Catálogo de las bibliotecas de la UB